# Sant Lluís
Sant Lluís (span. San Luis) ist eine der acht selbstständigen Gemeinden der spanischen Baleareninsel Menorca und liegt im Südosten der Insel, rund 6 km von der Inselhauptstadt Maó entfernt.
Amtssprachen sind Katalanisch und Spanisch (Kastilisch). Der auf der Insel gesprochene katalanische Dialekt wird Menorqui genannt.

## Geschichte
Am 18. April 1756, einem Ostersonntag, landeten am Strand von Santandria rund zwölftausend französische Soldaten unter der Führung von Marschall Duc de Richelieu, begleitet von einer mächtigen Flotte des Admirals Galissonnière, die mit der militärischen Belagerung der Burg San Felipe begann und mit Kapitulation von Großbritannien endete. Bereits am 29. Juni 1756 unterzeichneten die Engländer den Kapitulationsvertrag.
Am 8. Januar 1762 ermächtigte die französische Gerichtsbarkeit den französischen Gouverneur der Insel, Comte de Lannion, eine Siedlung auf dem historischen Gebiet der la Garriga de Binifadet zu errichten. Der Ort erhielt seinen Namen zu Ehren von König Lluís XV. (Frankreich) und wurde im typischen gradlinigen französischen Städtebaustil während der kurzen Herrschaft der Franzosen auf Menorca (1756–1763) angelegt.
Sant Lluís wurde 1904 zur selbstständigen Gemeinde erklärt, bis zu diesem Zeitpunkt stand Sant Lluis unter der Verwaltung der Hauptstadt Maó.
Zur Gemeinde Sant Lluís mit 7.130 Einwohnern (Stand: 2024) zählen die Ortsteile: Alcalfar, S'Algar, Biniancolla, Binibèquer Nou, Binibèquer Vell, Binissafúller-Platja, Binissafúller Roters, Cap d'en Font, Pou Nou-Consell, Punta Prima, Son Remei-Son Ganxo, Torret und S'Ullastrar.

## Sehenswertes
- Església de Sant Lluís, eine Kirche im neoklassischen Stil. Erbaut nach den Entwürfen des französischen Ingenieur und Architekten Antoine d'Allemand (1679–1760). Die Fassade hat einen Giebel mit dem Wappen von Frankreich, und einen Portikus mit drei Rundbögen.
- El Molí de Dalt, Windmühle aus der Gründerzeit des Ortes 1672, wurde 1987 restauriert.
- El molí de Baix, Windmühle von 1767, ein Teil dieser Mühle wurde 1998 zum Jugendzentrum umgebaut.
- Poblat de Binissafullet, prähistorische Siedlung aus dem 10. bis 2. Jahrhundert v. Chr.
- Torre de Binifadet, Wehrturm, 14. Jh.
- Wehrtürme Torre d’Alcalfar und Torre de Son Ganxo, 1785 bis 1787 errichtete Prototypen für zwölf weitere Wehrtürme der Insel
- Strand von Punta Prima